# Petrovce (Prešov)
|  | Per a altres significats, vegeu «Petrovce». |

Petrovce és un poble i municipi d'Eslovàquia. Es troba a la regió de Prešov, al nord del país.

## Història
La primera referència escrita de la vila data del 1412.

## Demografia
| Godina             | 1994 | 2004   | 2014   | 2024   |
| ------------------ | ---- | ------ | ------ | ------ |
| Nombre de persones | 446  | 440    | 453    | 441    |
| Diferència         |      | −1,34% | +2,95% | −2,64% |

| Godina             | 2023 | 2024 |
| ------------------ | ---- | ---- |
| Nombre de persones | 450  | 441  |
| Diferència         |      | −2%  |